# Laguna Imiría
Lago Imiría es una laguna en Perú ubicada en el distrito de Masisea, provincia de Coronel Portillo, departamento de Ucayali. Situado a unos 200 kilómetros al suroeste de Pucallpa, se caracteriza por tener un tono amarillo oscuro característico. El lago toma su nombre de la imiria, una pequeña planta flotante con flores de tonos amarillos y rojizos. Este cuerpo de agua cuenta con varias entradas a tierra conocidas como "resacas" y alrededor de 15 islas que están cubiertas de vegetación.
El lago tiene 38.14 km² y una profundidad entre 6 y 20 m. La temperatura promedio es de 24 a 25 °C. Es de ecosistema típico de humedad amazónico.